# 이청하
이청하(1992년 1월 7일 ~ )는 LG 트윈스, 연천 미라클에서 뛰었던 야구 선수다. 서울고등학교에 입학했으나 전학 후 부천고등학교에서 졸업했다. 아버지는 야구 해설자 겸 전 야구 선수인 이병훈이고, 동생은 전 넥센 히어로즈 소속 야구 선수인 이용하다.

## 참고 사항
- NC 다이노스 입단 테스트에서 탈락한 적이 있다.
- 연천 미라클의 창단 멤버다.

## 가족 관계
- 아버지: 이병훈(李炳勳, 1967년 5월 17일 ~ 2024년 7월 12일)
- 어머니: 백영미(1967년 ~ )
- 동생: 이용하(1995년 5월 3일 ~ )